# العلاقات الإكوادورية العراقية
العلاقات الإكوادورية العراقية هي العلاقات الثنائية التي تجمع بين الإكوادور والعراق.

## مقارنة بين البلدين
هذه مقارنة عامة ومرجعية للدولتين:
| وجه المقارنة                                              | الإكوادور                      | العراق                       |
| --------------------------------------------------------- | ------------------------------ | ---------------------------- |
| المساحة (كم2)                                             | 283.56 ألف                     | 437.07 ألف                   |
| عدد السكان (نسمة)                                         | 16.62 مليون                    | 38.27 مليون                  |
| الكثافة السكانية (ن./كم²)                                 | 58.61                          | 87.56                        |
| العاصمة                                                   | كيتو                           | بغداد                        |
| اللغة الرسمية                                             | اللغة الإسبانية، كيشوا ‏، شوار ‏ | اللغة العربية، اللغة الكردية |
| العملة                                                    | دولار أمريكي، سوكري إكوادوري   | دينار عراقي                  |
| الناتج المحلي الإجمالي (بليون دولار)                      | 103.06 مليار                   | 197.72 مليار                 |
| الناتج المحلي الإجمالي (تعادل القوة الشرائية) بليون دولار | 185.24 مليار                   | 560.73 مليار                 |
| الناتج المحلي الإجمالي الاسمي للفرد دولار أمريكي          | 6.21 ألف                       | 4.94 ألف                     |
| الناتج المحلي الإجمالي للفرد دولار أمريكي                 | 11.37 ألف                      | 15.06 ألف                    |
| مؤشر التنمية البشرية                                      | 0.746                          | 0.654                        |
| رمز المكالمات الدولي                                      | +593                           | +964                         |
| رمز الإنترنت                                              | .ec                            | .iq                          |
| المنطقة الزمنية                                           | 00                             | ت ع م+03:00، ت ع م+04:00     |

## منظمات دولية مشتركة
يشترك البلدان في عضوية مجموعة من المنظمات الدولية، منها:
| علم المنظمة | اسم المنظمة                        | تاريخ انضمام الإكوادور | تاريخ انضمام العراق |
| ----------- | ---------------------------------- | ---------------------- | ------------------- |
|             | مؤسسة التنمية الدولية              | 7 نوفمبر 1961          | 29 ديسمبر 1960      |
|             | يونسكو                             | 22 يناير 1947          | 21 أكتوبر 1948      |
|             | وكالة ضمان الاستثمار متعدد الأطراف | 12 أبريل 1988          | 6 أكتوبر 2008       |
|             | الأمم المتحدة                      | 21 ديسمبر 1945         | 21 ديسمبر 1945      |
|             | الاتحاد البريدي العالمي            | ?                      | ?                   |
|             | البنك الدولي للإنشاء والتعمير      | 28 ديسمبر 1945         | 27 ديسمبر 1945      |
|             | الاتحاد الدولي للاتصالات           | 17 أبريل 1920          | 12 نوفمبر 1928      |
|             | منظمة حظر الأسلحة الكيميائية       | ?                      | ?                   |
|             | مؤسسة التمويل الدولية              | 20 يوليو 1956          | 27 ديسمبر 1956      |
|             | منظمة الشرطة الجنائية الدولية      | ?                      | ?                   |

## وصلات خارجية
- موقع وزارة الخارجية الإكوادورية
- موقع وزارة الخارجية العراقية